# عاطف صدقي
عاطف صدقي (30 أغسطس 1930 - 25 فبراير 2005)، رئيس مجلس وزراء مصر الأسبق خلال الفترة بين عامي 1986 إلى 1996.
تعرض لمحاولة اغتيال على أيدى مجموعة من جماعة الجهاد الإسلامية، ولكنه نجا من المحاولة. كان من ضمن أفراد تلك المجموعة والمسئول المالي بها أمين إسماعيل المصلحي الذي حوكم وتم اعدامه وأفراد المجموعة.

## المؤهلات العلمية
- ليسانس حقـوق، جامعة القاهرة، عام 1951 .
- دكتوراه الدولة من جامعة باريس، عام 1958 .

## التدرج الوظيفي
- مدرس بكلية الحقوق، جامعة القاهرة، ثم أستاذ ثم رئيس قسم المالية العامة والتشريع بالكلية، من 1959 إلى 1982 .
- رئيس الجهاز المركزى للمحاسبات من عام 1982 إلى 1986 .
- مستشار ثقافى بالسفارة المصرية بباريس .
- مستشار لمجلس الوحدة الاقتصادية .
- رئيس مجلس الوزراء من 1986 إلى 1996 .
- مشرف عام على المجالس القومية المتخصصة اعتباراً من يناير 1996 .

## المؤتمرات التي شارك فيها
- شارك في معظم مؤتمرات اتحاد الاقتصاديين العرب ومؤتمرات الاقتصاديين المصريين .
الهيئات التي ينتمى إليها
- عضو مجلس الشورى اعتبارًا من 1980 .
- مقرر لجنة الشئون الاقتصادية والمالية بمجلس الشورى .
- عضو مجلس إدارة الهيئة العامة للاستثمار والمناطق الحرة .
- رئيس لجنة قطاع الدراسات الاقتصادية والسياسية بالمجلس الأعلى للجامعات .

## الجوائز والأوسمة
- جائزة الدولة التشجيعية في العلوم الاجتماعية من المجلس الأعلى لرعاية الفنون والآداب والعلوم الاجتماعية، عام 1964.
- وسام الليجون دونور ( وسام الشرف الفرنسي ) ، عام 1984 .
- جائزة الدولة التقديرية في العلوم الاجتماعية من المجلس الأعلى للثقافة، عام 1992.
- قلادة الجمهورية، يناير 1996 .
- وسام الفنون والعلوم من الطبقة الأولى، عام 1994 .
- وسام الاستحقاق، عام 1965 .
- وسام الاستحقاق من الحكومة الفرنسية، عام 1977 .
- جائزة مبارك في العلوم الاجتماعية من المجلس الأعلى للثقافة، عام 2002.

## وفاته
توفي يوم الجمعة الموافق 25 فبراير 2005 بأحد مستشفيات القاهرة عن عمر ناهز 74 عاما بعد معاناة مع المرض.

## روابط خارجية
- عاطف صدقي على موقع مونزينجر (الألمانية)